# Vie della Seta: corridoio Zarafshan-Karakum
Vie della Seta: corridoio Zarafshan-Karakum è un sito transfrontaliero del patrimonio mondiale, composto da una serie di siti distribuiti nei tre paesi centroasiatici di Uzbekistan, Tagikistan e Turkmenistan.
Riunisce 34 beni diversi (castelli, villaggi, mausolei, ecc.) situati lungo uno dei tratti dell'antica Via della seta, che si estendeva lungo il fiume Zeravshan e attraversava il deserto del Karakum fino a Merv. È la controparte di un altro bene del patrimonio mondiale, ovvero quella delle Vie della Seta: la rete di percorsi del corridoio Chang'an-Tianshan, che riunisce un'altra sezione dell'antica via tra la Cina, il Kazakistan e il Kirghizistan.

## Storia
Nel 1988 l'UNESCO ha avviato uno studio sulla Via della seta al fine di promuovere la comprensione e la diffusione delle culture in tutta l'Eurasia, nonché di proteggere il patrimonio. Nell'agosto 2006 l'UNESCO e l'Amministrazione nazionale del patrimonio culturale della Repubblica popolare cinese hanno sponsorizzato una conferenza a Turfan, nello Xinjiang, sul coordinamento delle candidature a patrimonio dell'umanità per i siti legati alla Via della Seta. Al termine di questa conferenza la Cina e cinque paesi dell'Asia centrale (Kazakistan, Kirghizistan, Uzbekistan, Tagikistan e Turkmenistan) hanno deciso di presentare una candidatura congiunta nel 2010. A tal fine nel 2009 questi sei paesi hanno formato un comitato di coordinamento per istituire la prassi necessaria.
Il 28 marzo 2008 la Cina ha incluso 48 siti della Via della Seta nella sua lista indicativa, prerequisito necessario per il loro esame da parte dell’UNESCO. Questi siti sono divisi tra la Via della Seta terrestre (province e regioni di Henan, Shaanxi, Qinghai, Gansu, Ningxia e Xinjiang) e la Via della Seta marittima (Ningbo, Zhejiang, Quanzhou, Fujian). Il 2 maggio 2008 l'Iran ha presentato un elenco indicativo di siti nel Khorasan. Nel 2010 è stata la volta di Turkmenistan con la proposta di 29 siti distribuiti lungo undici segmenti della Via della Seta, India con dodici siti, Kirghizistan con sei e Uzbekistan con 18, seguiti dal Kazakistan il 3 maggio 2012.
Alla fine del 2011, date le dimensioni del progetto, l'UNESCO ha proposto di suddividere le candidature in diversi corridoi. Nel dicembre 2011 Cina, Kazakistan e Kirghizistan hanno deciso di presentare una domanda congiunta per il corridoio dell'Asia centrale lungo il Tien Shan. Contemporaneamente Uzbekistan, Tagikistan e Turkmenistan stavano preparando una richiesta per un altro corridoio. La prima nomina è stata approvata il 22 giugno 2014, durante la trentottesima sessione del Comitato del patrimonio mondiale a Doha, in Qatar, sotto il nome di Vie della Seta: la rete di percorsi del corridoio Chang'an-Tianshan.
Il 17 settembre 2023 i siti candidati da Uzbekistan, Tagikistan e Turkmenistan sono stati iscritti nella lista dei patrimoni dell'umanità durante la quarantacinquesima sessione del Comitato del patrimonio mondiale riunitosi a Riad come parte di un sito seriale separato dal precedente che prende il nome di "Vie della Seta: corridoio Zarafshan-Karakum".

## Siti
Il sito seriale comprende 34 beni distribuiti in Tagikistan, Uzbekistan e Turkmenistan.
| Id.      | Sito                                             | Paese        | Superficie (ha) | Zona tampone (ha) | Coordinate          | Immagine |
| -------- | ------------------------------------------------ | ------------ | --------------- | ----------------- | ------------------- | -------- |
| 1675-001 | Khisorak                                         | Tagikistan   | 23,019          | 52,927            | 39.4415°N 69.6856°E |          |
| 1675-002 | Castello sul monte Mugh                          | Tagikistan   | 3,127           | 19,913            | 39.4545°N 68.4132°E |          |
| 1675-003 | Kum                                              | Tagikistan   | 0,888           | 11,113            | 39.4167°N 68.3931°E |          |
| 1675-004 | Gardani-Khisor                                   | Tagikistan   | 0,499           | 12,28             | 39.4226°N 68.3459°E |          |
| 1675-005 | Fortezza di Tali-Khamtuda                        | Tagikistan   | 2,113           | 15,396            | 39.3928°N 67.8668°E |          |
| 1675-006 | Mausoleo di Mukhammad Bashoro                    | Tagikistan   | 0,111           | 7,889             | 39.3876°N 67.8522°E |          |
| 1675-007 | Sistema d'irrigazione di Toksankoriz             | Tagikistan   | 102,038         | 147,847           | 39.461°N 67.7273°E  |          |
| 1675-008 | Sanjarshakh                                      | Tagikistan   | 6,789           | 20,505            | 39.4848°N 67.7229°E |          |
| 1675-009 | Antica Panjakent                                 | Tagikistan   | 32,87           | 79,115            | 39.4869°N 67.6181°E |          |
| 1675-010 | Tempio di Jartepa II                             | Uzbekistan   | 0,336           | 5,096             | 39.5325°N 67.341°E  |          |
| 1675-011 | Suleimantepa                                     | Uzbekistan   | 0,26            | 3,615             | 39.3806°N 67.242°E  |          |
| 1675-012 | Kafirkala                                        | Uzbekistan   | 24,818          | 75,783            | 39.5721°N 67.0207°E |          |
| 1675-013 | Dabusiya                                         | Uzbekistan   | 84,314          | 133,694           | 40.0249°N 65.7669°E |          |
| 1675-014 | Complesso di Qosim Shaikh                        | Uzbekistan   | 1,354           | 27,693            | 40.1333°N 65.3674°E |          |
| 1675-015 | Mausoleo de Mir-Sayid Bakhrom                    | Uzbekistan   | 0,1             | 8,441             | 40.1429°N 65.3613°E |          |
| 1675-016 | Caravanserraglio di Rabati Malik                 | Uzbekistan   | 0,856           | 35                | 40.1231°N 65.1482°E |          |
| 1675-017 | Malik Sardoba                                    | Uzbekistan   | 0,654           | 35                | 40.1213°N 65.147°E  |          |
| 1675-018 | Moschea di Deggaron                              | Uzbekistan   | 2,55            | 50,102            | 40.155°N 65.0115°E  |          |
| 1675-019 | Chasma-i Ayub Khazira                            | Uzbekistan   | 0,06            | 6,925             | 39.9704°N 64.6365°E |          |
| 1675-020 | Vardanze                                         | Uzbekistan   | 11,084          | 66,37             | 40.1584°N 64.4337°E |          |
| 1675-021 | Minareto di Vobkent                              | Uzbekistan   | 0,6             | 28                | 40.0197°N 64.518°E  |          |
| 1675-022 | Complesso architettonico di Bahâ’uddin Naqshband | Uzbekistan   | 22,54           | 77,828            | 39.8024°N 64.5372°E |          |
| 1675-023 | Necropoli di Chor-Bakr                           | Uzbekistan   | 8               | 48,378            | 39.7745°N 64.3347°E |          |
| 1675-024 | Varahša                                          | Uzbekistan   | 43,332          | 92                | 39.8634°N 64.0731°E |          |
| 1675-025 | Paikend                                          | Uzbekistan   | 169,841         | 198,082           | 39.5855°N 64.0114°E |          |
| 1675-026 | Amul                                             | Turkmenistan | 7,6             | 22,35             | 39.0186°N 63.5912°E |          |
| 1675-027 | Caravanserraglio di Mansaf                       | Turkmenistan | 0,25            | 10,75             | 38.2691°N 62.7979°E |          |
| 1675-028 | Caravanserraglio di Mansaf                       | Turkmenistan | 0,25            | 10,75             | 38.2689°N 62.7969°E |          |
| 1675-029 | Caravanserraglio di Konegala                     | Turkmenistan | 1,5             | 41,75             | 38.2495°N 62.7702°E |          |
| 1675-030 | Tahmalaj                                         | Turkmenistan | 1,44            | 10,12             | 38.1307°N 62.6463°E |          |
| 1675-031 | Caravanserraglio di Akja Gala                    | Turkmenistan | 1,2             | 129,8             | 38.0887°N 62.619°E  |          |
| 1675-032 | Caravanserraglio di Gyzylja Gala                 | Turkmenistan | 0,33            | 11,18             | 38.0454°N 62.5963°E |          |
| 1675-033 | Caravanserraglio di Gyzylja Gala                 | Turkmenistan | 0,39            | 11,18             | 38.0442°N 62.5963°E |          |
| 1675-034 | Kushmeihan                                       | Turkmenistan | 114,1           | 300,1             | 37.9215°N 62.2081°E |          |